# 斯塔基 (紐約州)
斯塔基（英語：Starkey）是一個位於美國紐約州耶芝縣的鎮。

## 人口
根據2020年美國人口普查的數據，斯塔基的面積為101.54平方千米，當中陸地面積為85.03平方千米，而水域面積為16.51平方千米。當地共有人口3407人，而人口密度為每平方千米34人。